# مارغريت إليزابث كوزينز
مارغريت إليزابيث كوزينز (اسمها قبل الزواج غيليسبي، والمعروفة أيضًا باسم غريتا كوزينز؛ 7 نوفمبر 1878 - 11 مارس 1954) معلمة أيرلندية هندية، ومدافعة عن حق المرأة في التصويت، وثيوصوفية، أسست مؤتمر الهند العمومي للمرأة في عام 1927. زوجة الشاعر والناقد الأدبي جيمس كوزينز، وانتقلت معه إلى الهند في عام 1915. يعود لها الفضل في الحفاظ على لحن النشيد الوطني الهندي جانا غانا مانا بناءً على الملاحظات التي قدمها طاغور نفسه في فبراير 1919، أثناء زيارة روبندرونات طاغور إلى كلية مادانابالي. هي عضو في لجنة عرض العلم التي قدمت العلم الوطني إلى الجمعية التأسيسية في 14 أغسطس 1947.

## حياتها
ولدت مارغريت غيليسبي، من عائلة بروتستانتية أيرلندية، في بويل، مقاطعة روسكومون، وتعلمت محليًا وفي ديري. درست الموسيقى في الجامعة الملكية الأيرلندية في دبلن، وتخرجت عام 1902، وأصبحت معلمة. عندما كانت طالبة التقت بالشاعر والناقد الأدبي جيمس كوزينز، وتزوجته عام 1903. استكشف الزوجان الاشتراكية، والنباتية، والبحث النفسي معًا. في عام 1906، بعد حضور المؤتمر الوطني للمرأة في مانشستر، انضمت كوزينز إلى الفرع الأيرلندي للمجلس الوطني للمرأة. في عام 1907، حضرت هي وزوجها مؤتمر لندن للجمعية الثيوصوفية، وأجرت اتصالات مع المدافعين عن حقوق المرأة، والنباتيين، ومناهضي تشريح الأحياء، والخفيانيين في لندن.
كوزينز نباتية ومتحدثة باسم الجمعية النباتية في عام 1907. شاركت أيضًا في الجمعية النباتية الأيرلندية. شاركت كوزينز في تأسيس رابطة الامتياز النسائية الأيرلندية مع هانا شيهي سكيفينغتون في عام 1908، وعملت أول أمينة صندوق لها. في عام 1910، كانت واحدة من ست نساء من دبلن حضرن برلمان المرأة، الذي حاول السير إلى مجلس العموم لتسليم القرار إلى رئيس الوزراء. بعد إلقاء القبض على 119 امرأة في مسيرة إلى مجلس العموم، وتطلبت 50 منهن العلاج الطبي، قررت النساء تحطيم نوافذ منازل الوزراء. اعتقِلت كوزينز وحكم عليها بالسجن لمدة شهر في سجن هولواي.
أثناء قضاء إجازة مع دبليو. بي. ييتس في عام 1912، سمعت كوزينز وزوجها ييتس يقرأ ترجمات قصائد روبندرونات طاغور. في عام 1913، ألقي القبض على كوزينز وغيرهم من المدافعين عن حق المرأة في التصويت، وحُكم عليهم بالسجن لمدة شهر واحد في سجن تولامور، بعد كسر نوافذ قلعة دبلن أثناء قراءة مشروع قانون الحكم الداخلي الثاني. طالبت النساء بمعاملتهن كسجينات سياسيات، وأضربن عن الطعام من أجل إطلاق سراحهن.
في عام 1913، انتقلت هي وزوجها إلى ليفربول، حيث عمل جيمس كوزينز في مصنع للأغذية النباتية. في عام 1915 انتقلا إلى الهند. عمل جيمس كوزينز في البداية لصالح نيو إنديا، الصحيفة التي أسستها آني بيسانت، بعد أن أُجبِرت بيسانت على فصله بسبب مقال يشيد بانتفاضة عيد الفصح، عينته نائبًا لمدير كلية مادانابالي الجديدة، وهناك درست مارغريت اللغة الإنجليزية.
في عام 1916، أصبحت أول عضو غير هندي في جامعة المرأة الهندية في بونه. في عام 1917، شاركت كوزينز في تأسيس جمعية النساء الهنديات مع آني بيسانت ودوروثي جيناراجاداسا. حررت مجلة رابطة النساء الهنديات، ستري دارما. في الفترة منذ 1919 وحتى عام 1920، أصبحت كوزينز أول رئيسة للمدرسة الوطنية للبنات في مانغلور. في عام 1922، أصبحت أول قاضية في الهند. في عام 1927، شاركت في تأسيس مؤتمر نساء عموم الهند، وشغلت منصب رئيسته في عام 1936.
في عام 1932، ألقي القبض عليها وسجنت بسبب حديثها ضد إجراءات الطوارئ. بحلول أواخر ثلاثينيات القرن العشرين، شعرت بالحاجة إلى إفساح المجال أمام النسويات الهنديات الأصليات:
لقد كنت أتوق إلى المشاركة في النضال، ولكن كان لدي شعور بأن مشاركتي المباشرة لم تعد مطلوبة، أو حتى مرغوبة من قبل قادة المرأة الهندية الذين تقدموا إلى الجبهة.